# Гійом Дітш
Гійом Лоран Дітш (фр. Guillaume Laurent Dietsch, нар. 17 квітня 2001, Форбак, Франція) — французький футболіст, воротар клубу «Мец».

## Ігрова кар'єра

### Клубна
Гійом Дітш почав займатися футболом у своєму рідному місті Форбак. У 2014 році воротар приєднався до молодіжної команди клубу «Мец». У листопаді 2018 року Дітш підписав з клубом перший професійний контракт. З того періоду він кілька разів потрапляв до заявки команди на матчі Кубка Франції але на матчі так і не виходив. Разом з тим він виступав за другу клубну команду у Національному дивізіоні.
Влітку 2020 року воротар був відданий в оренду у бельгійський клуб «Серен», де одразу закріпився як воротар основи. За результатами сезону його клуб посів друге місце у Другому дивізіоні і через перехідний плей-офф вийшов до Ліги Жупіле чемпіонату Бельгії. Але сам воротар повернувся до «Меца», з яким підписав новий контракт. Та в червні 2021 року Дітш знову відправився в оренду у «Серен» і 24 липня зіграв свій дебютний матч в елітному дивізіоні чемпіонату Бельгії.
В червні 2022 року Дітш продовжив дію контракт з «Мецем» до 2025 року. І продовжив виступи у складі «Серен» на умовах оренди.
У 2023 році воротар остаточно повернувся до складу «Меца» і 5 листопада 2023 року дебютував у першій команді у турнірі Ліги 1.

### Збірна
У 2019 році Гійом Дітш у складі юнацької збірної Франції (U-19) брав участь у юнацькому чемпіонаті Європи, де разом з командою дістався півфіналу турніру.
24 березня 2022 року Гійом Дітш зіграв першу гру у складі молодіжної збірної Франції.